# 鄧肯·泰勒
鄧肯·泰勒（英語：Duncan Taylor；1989年9月5日—）是一位蘇格蘭橄欖球運動員。他是蘇格蘭國家橄欖球隊的一員，代表蘇格蘭參加了2014年橄欖球六國賽的比賽。